# أدوبي شوك ويف
أدوبي شوك ويف (سابقاً:ماكروميديا شوك ويف) هو أول مشغل وسائط من شركة ماكروميديا. يتيح إمكانية نشر تطبيقات أدوبي ديركتر على الإنترنت ليتمكن أي شخص لديه إضافة شوك ويف من عرضها على متصفح الوب.

## وصلات خارجية
- الموقع الرسمي